# مؤشر الانعطاف

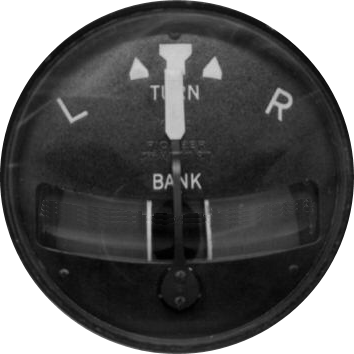

مؤشر الانعطاف أو مؤشر الدوران (بالإنجليزية: Turn Coordinator)‏ هو من أجهزة قياس طيران وتظهر معدل الانعطاف.